# فيرا ماكورد
فيرا ماكورد (بالإنجليزية: Vera McCord)‏ هي ممثلة أمريكية، ولدت في 1872 في مارشالتاون في الولايات المتحدة، وتوفيت في 3 مارس 1949 في مستشفى بيليفو في الولايات المتحدة.

## وصلات خارجية
- فيرا ماكورد على موقع IMDb (الإنجليزية)
- فيرا ماكورد على موقع قاعدة بيانات برودواي على الإنترنت (الإنجليزية)